# Rubia (planta)
Rubia es un género de plantas con flores del orden de las Gentianales de la familia de las Rubiaceae. Natural de las regiones templadas de Europa, África, Asia y América.

## Descripción
Son unas 6 especies de plantas herbáceas o subarbustos trepadores que alcanza 1,5 m de altura con hojas perennes de 5-10 cm de longitud y 2-3 cm de ancho. Las flores se producen en conjuntos de 4-7, alrededor de un tallo central, son pequeñas de 3-5 mm y de color amarillo pálido agrupadas en densos racimos y surgen en junio-agosto. El fruto es una pequeña drupa.

## Taxonomía
El género fue descrito por Carlos Linneo y publicado en Species Plantarum 1: 109. 1753. La especie tipo es: Rubia tinctorum L. 

## Especies más conocidas
- Rubia agostinhoi Dans. & P.Silva
- Rubia aitchisonii Deb & Malick
- Rubia alaica Pachom.
- Rubia albicaulis Boiss.
- Rubia angustisissima Wall. ex G.Don
- Rubia argyi (H.Lév. & Vaniot) Hara ex Lauener
- Rubia atropurpurea Decne.
- Rubia balearica (Willk.) Porta
- Rubia caramanica Bornm.
- Rubia charifolia Wall. ex G.Don
- Rubia chinensis Regel & Maack
- Rubia chitralensis Ehrend.
- Rubia clematidifolia Blume ex Decne.
- Rubia cordifolia L. – Indian Madder
- Rubia crassipes Collett & Hemsl.
- Rubia cretacea Pojark.
- Rubia danaensis Danin
- Rubia davisiana Ehrend.
- Rubia deserticola Pojark.
- Rubia discolor Turcz.
- Rubia dolichophylla Schrenk
- Rubia edgeworthii Hook.f.
- Rubia falciformis H.S.Lo
- Rubia filiformis F.C.How ex H.S.Lo
- Rubia florida Boiss.
- Rubia fruticosa Aiton
- Rubia garrettii Craib
- Rubia gedrosiaca Bornm.
- Rubia haematantha Ary Shaw
- Rubia hexaphylla (Makino) Makino
- Rubia himalayensis Klotzsch
- Rubia hispidicaulis D.G.Long
- Rubia horrida (Thunb.) Puff
- Rubia infundibularis Hemsl. & Lace
- Rubia jesoensis (Miq.) Miyabe & Kudo
- Rubia komarovii Pojark.
- Rubia krascheninnikovii Pojark.
- Rubia laevissima Tschern.
- Rubia latipetala H.S.Lo
- Rubia laurae (Holmboe) Airy Shaw
- Rubia laxiflora Gontsch.
- Rubia linii J.M.Chao
- Rubia magna P.G.Xiao
- Rubia mandersii Collett & Hemsl.
- Rubia manjith Roxb. ex Fleming
- Rubia maymanensis Ehrend. & Schönb.-Tem.
- Rubia membranacea Diels
- Rubia oncotricha Hand.-Mazz.
- Rubia oppositifolia Griff.
- Rubia ovatifolia Z.Ying Zhang ex Q.Lin
- Rubia pallida Diels
- Rubia pauciflora Boiss.
- Rubia pavlovii Bajtenov & Myrz.
- Rubia peregrina L. – Wild Madder
- Rubia petiolaris DC.
- Rubia philippinensis Elmer
- Rubia podantha Diels
- Rubia polyphlebia H.S.Lo
- Rubia pterygocaulis H.S.Lo
- Rubia rechingeri Ehrend.
- Rubia regelii Pojark.
- Rubia rezniczenkoana Litv.
- Rubia rigidifolia Pojark.
- Rubia rotundifolia Banks & Sol.
- Rubia salicifolia H.S.Lo
- Rubia schugnanica B.Fedtsch. ex Pojark.
- Rubia schumanniana E.Pritz.
- Rubia siamensis Craib
- Rubia sikkimensis Kurz
- Rubia tatarica (Trevir.) F.Schmidt
- Rubia tenuifolia d'Urv.
- Rubia thunbergii DC.
- Rubia tibetica Hook.f.
- Rubia tinctorum L. – Common Madder
- Rubia transcaucasica Grossh.
- Rubia trichocarpa H.S.Lo
- Rubia truppeliana Loes.
- Rubia wallichiana Decne.
- Rubia yunnanensis Diels